# Крайні точки Північної Македонії
Це список крайніх географічних точок Північної Македонії

## Координати
- Північ: 42°22′23″ пн. ш. 22°17′37″ сх. д. / 42.37306° пн. ш. 22.29361° сх. д.
община Крива Паланка, Північно-Східний регіон, на кордоні з Сербією,
- Південь: 40°51′24″ пн. ш. 21°03′08″ сх. д. / 40.85667° пн. ш. 21.05222° сх. д.
община Ресен, Пелагонійський регіон, на кордоні з Грецією
- Захід: 41°31′06″ пн. ш. 20°27′12″ сх. д. / 41.51833° пн. ш. 20.45333° сх. д.
община Дебар, Південно-Західний регіон, на кордоні з Албанією
- Схід: 41°42′35″ пн. ш. 23°02′00″ сх. д. / 41.70972° пн. ш. 23.03333° сх. д.
община Пехчево, Східний регіон, на кордоні з Болгарією.

## Відносно рівня моря
- Найвища: гора Титов-Врх, Шар-Планина, (2748 м), 41°59′31″ пн. ш. 20°47′53″ сх. д. / 41.99194° пн. ш. 20.79806° сх. д.
- Найнижча: берег Вардару, на кордоні з Грецією, (50 м), 41°07′47.6″ пн. ш. 22°32′10.0″ сх. д. / 41.129889° пн. ш. 22.536111° сх. д.